# کرایسلر نیویورکر
کرایسلر نیو یورکر (Chrysler New Yorker) نام یک اتومبیل ساخت شرکت کرایسلر است که در سال‌های ۱۹۳۹ تا ۱۹۹۶ تولید شده‌است.
طراحی آن خودروهای موتور جلو-محور عقب، خودروهای موتور جلو-محور جلو بوده است.